# ستيفن دي جونغ
ستيفن دي جونغ (بالهولندية: Steven de Jongh) مواليد 25 نوفمبر 1973 في ألكمار، هولندا، هو دراج هولندي سابق في صنف سباق الدراجات على الطريق. فاز ببطولة العالم لسباق الدراجات على الطريق.

## وصلات خارجية
- الموقع الرسمي

## روابط خارجية
- ستيفن دي جونغ على موقع الاتحاد الدولي للدراجات (الإنجليزية)
- ستيفن دي جونغ على موقع أرشيف الدراجات (الإنجليزية)
- ستيفن دي جونغ على موقع إحصائيات الدراجات الإحترافية (الإنجليزية)
- ستيفن دي جونغ على موقع نسبة الدراجات (الإنجليزية)
- ستيفن دي جونغ على موقع CycleBase (الإنجليزية)